# KStars
KStars ist ein freies Astronomieprogramm, das für verschiedene Plattformen verfügbar ist. Man kann damit für jeden Ort und jedes Datum den Nachthimmel vom Schreibtisch aus erkunden. Es zeichnet die Positionen von Sternen, Sternbildern, Sternhaufen, Nebel, Galaxien und Planeten auf den Bildschirm und beinhaltet über 100 Millionen Sterne, 13.000 Deep-Sky-Objekte, unser komplettes Sonnensystem sowie Tausende von Kometen und Asteroiden. Dabei kann die Anzeige verschoben und vergrößert oder verkleinert werden, man kann auch Objekte identifizieren und verfolgen, wie sie über den Himmel ziehen.
KStars erlaubt umfangreiche Anpassungen. Man kann einstellen, welche Objekte mit welchen Farben angezeigt werden sollen und Bilder von jedem Teil des Himmels können aus Online-Datenbanken heruntergeladen werden. Man kann mit KStars geeignete Teleskope steuern und Aufnahmen mittels CCD-Kameras machen. Es werden die Bedürfnisse der modernen Amateurastronomie erfüllt.
Eine Version zur Nutzung auf Smartphones und Tablets, eine Lite-Version für Android, wird inzwischen nicht mehr angeboten.